# 백한성
백한성(白漢成, 일본식 이름: 水原鶴人 미즈하라 쓰루닌, 1899년 6월 15일 조선 충청도 공주 출생 ~ 1971년 10월 13일 대한민국 서울에서 별세.)은 대한민국의 정치인이며 법조인이다. 본관은 수원(水原)이며 호는 서진(曙津)이다.

## 학력
- 1925년 경성법학전문학교 전문학사
- 1956년 대한민국 국방대학교 행정학사 1기

## 생애
충청도 공주부(대덕군 일대)에서 출생하였으며 지난날 한때 충청남도 대덕군 유성면에서 잠시 유아기를 보낸 적이 있고 충청남도 논산에서 잠시 유년기를 보낸 그는 이후 청년 시절이던 1925년 경성법학전문학교를 졸업하였다. 평양지방법원판사, 청진, 광주, 대전지방법원 판사 및 대법관을 역임하였다. 1953년 9월부터 1955년 4월까지 내무부 장관을 지냈다. 그 사이에 1954년 국무총리 임시서리를 일시적으로 역임했다.

## 사후
그는 일제강점기에 사법관 시보시험에 합격하여 판사로 근무한 경력으로 인해, 2008년 민족문제연구소가 발표한 친일인명사전 수록예정자 명단 중 사법 부문에 선정되었다. 2005년 서울대학교 교내 단체가 발표한 '서울대학교 출신 친일인물 1차 12인 명단', 2009년 친일반민족행위진상규명위원회가 발표한 친일반민족행위 705인 명단에도 포함되었다.

## 참고 문헌
- 이재원, 《한국의 국무총리 연구》 (나남, 2006) 125페이지